# Грабянка, Григорий Иванович
Григо́рий Ива́нович Грабя́нка (ок. 1666 года — июль 1738 года) — военный и политический деятель Войска Запорожского, летописец истории украинского казачества, хронист восстания Богдана Хмельницкого. Составитель хроники «Краткое лѣтoизобразительное описаніе Грабянки». Гадяцкий полковой судья (1717-28), обозный (1728-29) и полковник (1729-38). Сподвижник наказного гетмана Павла Полуботка. Участник Северной и Русско-турецкой войн на стороне России. Погиб в сражении с турками близ Большого Агайманского пода.

## Историческое значение
Автор компилятивного исторического сочинения «Действия презельной и от начала поляков кровавшой небывалой брани Богдана Хмельницкого гетмана Запорожского с поляки», доныне сохранившего большую познавательную ценность. Историческими источниками для Грабянки послужили хроники, дневники, устные предания, рассказы современников и т. д.
Грабянка первым предпринял попытку связанного изложения истории Войска Запорожского. Основное внимание он уделил происхождению казачества и историческому ходу Восстания Хмельницкого. В вопросе о происхождении казачества Грабянка во многом придерживался «хазарского мифа». Но в некоторых абзацах его летописи можно заметить чисто механическое соединение Хазарской и Аланской гипотез этногенеза казаков. Грабянка подчёркивает изначально-тесную связь казаков с Кавказским регионом, общие этнические корни Запорожского, Донского, Терского, Волжского и Яицкого казачества… Летопись Грабянки является ценным источником по истории казачества.

## Биография
Григорий Грабянка — сын казаков-черкас Ивана Грабянки и Евдокии Ивановны Забелы. Выпускник Киево-могилянской коллегии, владел несколькими языками — польским, латинским, немецким и др. С 1686 года состоял на службе в реестровом казацком Войске Запорожском. Участник Крымских походов 1687 и 1689 гг, Азовских походов 1695-96 гг. и Северной войны 1700-21 гг. В бытность гадяцким полковым судьей, Грабянка вступил в конфликт с гадяцким полковником Михаилом Милорадовичем (этническим черногорцем). Милорадович был известен грубым произволом, который он творил вместе со своими соратниками: постоянными притеснениями простого народа, эксплуатацией казачества, взяточничеством, вымогательством и даже грабежами. С самого начала своего судейства Грабянка резко выступил против полковничьих притеснений рядовых полчан. Особенно же не желал он мириться с незаконным вмешательством Милорадовича в полковое судопроизводство.
Заручившись поддержкой в народе, Григорий Грабянка обращался с жалобами к Генеральной старшине, но последняя не отважилась противостоять спесивому полковнику Милорадовичу, который был лично знаком с Петром I. Грабянка и сам испытывал постоянные преследования со стороны надменного сатрапа и его соратников, даже выход на улицу был для него связан с риском для жизни. Хоть гетман и послал универсал, в котором советовал полковнику быть более корректным с полчанами, а прежде всего с Грабянкой, — преследования длились несколько лет, прекратились же только тогда, когда закончился срок пребывания Милорадовича на должности гадяцкого полковника. Как отмечал историк Николай Зеров, в этой ситуации Грабянка «появляется перед нами как личность очень нерядовая, наделённая немалой частицей гражданского мужества, способной бросить вызов бесстыдному и сильному своей ведомостью царю сербину-полковнику Милорадовичу»…
В 1723 году Грабянка, вместе с наказным гетманом Полуботком, полковниками Корецким и Даниловичем и другими знатными казаками, ездил в Петербург добиваться упразднения Малороссийской коллегии и восстановления старых казацких прав и выборности гетманов: см. Коломацкие петиции. Под Коломацкой челобитной подпись Грабянки стоит первой среди подписей Гадяцкого полка. За поддержку Полуботка, обвинённого в составлении «ложных челобитных», Грабянка был заключён в Петропавловскую крепость. В 1725 году, после кончины Петра I, Грабянка был помилован и вернулся на Украину.
Сохранив лояльность Российской империи, Григорий Грабянка принял деятельное участие в Русско-турецкой войне 1735—1739 годов. А летом 1738 года, прикрывая со своим полком отступление Русской армии из Крыма, погиб в бою.
Грабянка известен как автор исторического летописного труда «Действия презельной и от начала поляков кровавой небывалой брани Богдана Хмельницкого… с поляками… Року 1710». Труд излагает историю Украины с давних времён вплоть до 1709 года. Источниками для создания летописи Грабянки служили официальные документы, польские хроники, «Киевский синопсис», дневники, рассказы участников событий: Кромера, Бельского, Стрыйковского, Гваньини, Веспасиана Коховского, Пуфендорфа, Иоганна Гибнера и других. Основное внимание Грабянка уделяет истории казачества и Восстанию Хмельницкого 1648-57 годов. Смутная эпоха после смерти Б. Хмельницкого, известная под названием «Руины», изложена существенно короче. Оригинал летописи не сохранился. Известно около 20 списков летописи Грабянки. Впервые летопись Грабянки была напечатана в журнале «Российский магазин 1793 года». В 1854 она была издана Киевской временной комиссией для разбора древних актов: без «оглядки» на предыдущее издание и с немалым количеством купюр.

## Труды
- «Дѣйствія презѣльнои и отъ начала поляковъ крвавшои небывалой брани Богдана Хмельницкого, гетмана Запорожского зъ поляки… 1710»